# Vladimír Neff
Vladimír Neff (* 13. Juni 1909 in Prag; † 2. Juli 1983 ebenda) war tschechischer Schriftsteller, Übersetzer, Drehbuchautor und Vater des Schriftstellers Ondřej Neff.

## Leben
Als Kind einer reichen Unternehmerfamilie besuchte er die elitäre allgemeine Schule, danach, von 1921 bis 1925, das Realgymnasium und bis 1928 die Wirtschaftsakademie in Genf. Nach dem Studium arbeitete er in einem Lager einer Wiener Porzellanfabrik und in einem Kaufhaus in Bremen. 1935 trat er als Lektor für Fremdsprachen im Verlag Melantrich an, blieb dort aber nur bis 1939. Seit diesem Zeitpunkt lebte er nur noch vom Schreiben.

## Werke
Seine ersten Werke erschienen in der zweiten Hälfte der 30-Jahre. Es handelt sich dabei um Parodien auf Kriminalromane und politische Satire. Während der deutschen Besatzung war er an der Erstellung des philosophischen Wörterbuchs Filosofický slovník pro samouky neboli Antigorgias beteiligt, welches kurz von dem kommunistischen Umsturz 1948 erschien. Seine besten Werke sind historische Romane, daneben übersetzte er aus dem Französischen, Deutschen und Russischen und schrieb Filmdrehbücher.

### Deutschsprachige Publikationen
- Vernunftehen, 1963
- Kaiserveilchen, 1963
- Die lustige Witwe, 1964
- Böses Blut, 1964
- Der Rosselenker, 1965
- Die Wetterfahne, 1976
- Königinnen haben keine Beine, 1976
- Der Ring der Borgias, 1979
- Die schöne Zauberin, 1982
- Das Gewand des Herrn de Balzac, 1984

### Tschechischsprachige Publikationen
- Nesnáze Ibrahima Skály
- Lidé v tógách, 1934
- Papírové panoptikum, 1934
- Temperament Petra Bolbeka, 1934
- Malý velikán, 1935
- Poslední drožkář, 1935
- Dva u stolu, 1937
- Omyl růžového stařečka a jiné pohádky pro malé i velké, 1937
- První nálet, 1937
- Bůh zbytečnosti, 1939
- Vyhnaní z ráje, 1939
- Minulost Jany Kosinové, 1940
- Pokušitel, 1940
- Před pultem a za pultem, 1940
- Filosofický slovník pro samouky neboli Antigorgias, 1940–1947
- Soused, 1941
- Gabriela, 1942
- Třináctá komnata, 1944
- Marie a zahradník, 1945
- Nikdo nic neví, 1947
- Mladá léta, 1952
- Srpnovští páni, 1953
- Tajemství krve, 1953
- Nezlob, Kristino!, 1956
- Rodová pentalogie:
  - Sňatky z rozumu, 1957
  - Císařské fialky, 1958
  - Zlá krev, 1959
  - Veselá vdova, 1961
  - Královský vozataj, 1963
- Pochodně, 1961
- Trampoty pana Humbla, 1967
- Trilogie:
  - Královny nemají nohy, 1973
  - Prsten Borgiů, 1975
  - Krásná čarodějka, 1980
- Roucho pana de Balzac, 1981
- Večery u krbu, 1986

## Verfilmungen
- 1942 – Gabriela
- 1960 – Fackeln (Pochodně)
- 1952 – Junge Jahre (Mlada leta)
- 1953 – Geheimnis des Blutes (Tajemství krve)
- 1969 – Třináctá komnata – Regie: Otakar Vávra